# Tegeates
Tegeates (en griego Τεγεάτης), en la mitología griega, fue un príncipe de Arcadia e hijo del rey Licaón, siendo el reputado fundador y epónimo de Tegea. Tegeates estaba casado con Mera, hija de Atlas y sus tumbas estaban expuestas en Tegea.
Cuando Apolo y Artemisa llegaron a la región de Tegea, el hijo de Tegeates, Escefro, se presentó a Apolo y conversó con él en secreto. Leimón, que era otro hijo de Tegeates, sospechando que la conversación de Escefro contenía una acusación contra él, se lanzó sobre su hermano y le dio muerte. El castigo por el asesinato llegó inmediatamente a Leimón, pues fue asaeteado por Artemisa. Tegeates y Mera hicieron al punto sacrificios a Apolo y a Artemisa, pero después sobrevino una fuerte esterilidad y les llegó un oráculo de Delfos ordenándoles que llevasen luto por Escefro. Dicen que todos los hijos de Tegeates supervivientes emigraron voluntariamente a Creta: Cidón, Arquedio y Gortis.